# Deutsche Schule Lissabon
Die Deutsche Schule Lissabon ist eine Privatschule, die am 1. August 1848 auf Initiative der deutschen protestantischen Gemeinde in Lissabon gegründet wurde. Sie ist die älteste deutsche Auslandsschule auf der iberischen Halbinsel. Nach wechselnden Standorten wurde die Schule im Januar 1963 auf einem von der Bundesrepublik Deutschland erworbenen Grundstück, ihrem heutigen Standort in der Gemeinde Lumiar, Stadtviertel Telheiras, neu errichtet. Der Architekt war Otto Bartning. Die Schule war sein letztes Werk; beendet wurde der Bau von seinem Büropartner Otto Dörzbach.
Die Privatschule wurde vom portugiesischen Erziehungsministerium genehmigt. Schulträger ist der Deutsche Schulverein in Lissabon, eine gemeinnützige, nicht gewinnorientierte Gesellschaft.
Die Schule erhält zwar Fördermittel vom Bund, wird jedoch auch privat von den Eltern der Schüler finanziert.
In den Jahren 2004–2006 erfuhr die Schule eine grundlegende bauliche Modernisierung. Im Zentrum stehen die neue Grundschule und Sporthalle sowie die modernisierte Aula, mit deren Gestaltung der international prämierte portugiesische Architekt João Luís Carrilho da Graça beauftragt wurde.
In den Jahren 2022–2024 wurden das Verwaltungsgebäude und das Biologiegebäude renoviert und modernisiert, dabei auch vergrößert. Der Architekt João Luís Carrilho da Graça hat den Bauprojekt beauftragt.
Die allgemeinbildende, nach deutschen Lehrplänen arbeitende Schule ermöglicht das deutsche Abitur sowie den Zugang zu portugiesischen Universitäten. Sie ist eine Begegnungsschule. Angeschlossen ist ein Kindergarten (ab drei Jahren).
Es wird die deutsche und portugiesische Sprache gelehrt. Von den 884 Schülern im Jahr 2016/17 waren etwa 60 % portugiesische Kinder. Im Jahr 2021/22 waren es etwa 80 % portugiesische Kinder. Im Schuljahr 2023/24 waren es 70 % portugiesische Kinder.
2020 besuchte die Auschwitz-Überlebende Esther Bejarano (1924–2021) im Rahmen des vom Auswärtigen Amt der Bundesrepublik Deutschland initiierten Projekts ‚Erinnern für die Gegenwart‘ die Schule und mahnte vor (schul-)öffentlichem Publikum zum Weltfrieden.
Im Rahmen einer unabhängigen Qualitätsprüfung erhielt die Schule die Zertifizierung als Exzellente Deutsche Auslandsschule durch die Bund-Länder-Inspektion im November 2023.
Am 24. Mai 2024 besuchte der portugiesische Präsident Marcelo Rebelo de Sousa im Rahmen des 175-jährigen Jubiläums der Deutschen Schule Lissabon die Schule. Begleitet wurde er von der Staatsministerin im Auswärtigen Amt der Bundesrepublik Deutschland, Katja Keul. Nach einem Gespräch mit den Schülern zeichnete der Präsident die Schule als Membro Honorário da Ordem da Instrução Pública aus.
Die Schüler haben die Möglichkeit, an zahlreichen Wettbewerben teilzunehmen, darunter Jugend forscht, Jugend musiziert, Jugend debattiert, Mathematik-Känguru und viele mehr.